# Linau (riu)
|  | Per a altres significats, vegeu «Linau». |

El Linau és un petit riu de Slesvig-Holstein d'uns 30 km de llargada. Antic afluent del Delvenau, des de la fi del segle xix desemboca al canal Elba-Lübeck a Witzeeze. Banya els municipis de Kollow, Gülzow, Lütau i Witzeeze. El nom linova és d'origen polabi, compost del prefix lin- que significa tenca i el súfix -ova, -au que es troba en molts topònims i que significa aigua, riu.
Afluent
- Blasebuschbek[2]